# Proces indywiduacji
Proces indywiduacji (łac. individuum - jednostka, coś niepodzielnego) – rozwój psychiczny, stawanie się całością, a szczególnie proces ku temu prowadzący. Ostateczny cel procesu indywiduacji to jaźń.
W analizie psychologicznej C.G.Junga proces indywiduacji pojawił się jako konsekwencja analizy snów, której główna teza brzmiała, iż podczas snu dusza 'pracuje' nad uzyskaniem owej integralności.

## Terminologia
- Indywiduacja w znaczeniu węższym:

naturalny autonomiczny proces przebiegający bez udziału świadomości i refleksji
- Indywiduacja w znaczeniu szerszym:

proces przebiegający świadomie z aktywnym zaangażowaniem człowieka

## Fazy
W ramach procesu indywiduacji rozróżnić można dwie fazy:
- faza pierwsza polega na przystosowaniu się do rzeczywistości zewnętrznej i ma charakter inicjacyjny

- faza druga polega na przystosowaniu się do rzeczywistości wewnętrznej i przebiega w przestrzeni archetypów i symboli. Jest to spotkanie z własną duszą, aspektem męskości i kobiecości, animą i animusem

## Indywiduacja kobiety
Pia Skogemann wyróżniła następujące, kolejno zachodzące, fazy procesu indywiduacji u kobiet:
1. Znak ze świata przyrody
2. Konfrontacja z postaciami rodziców
3. Kochanek ze świata przyrody
4. Cień
5. Ostateczne zstąpienie do nadiru
6. Powrót do znanego świata

## Alchemia
Carl Gustav Jung poddał badaniom literaturę alchemiczną. W ich wyniku średniowieczne nauki alchemików zinterpretował jako symboliczne opisy psychicznego procesu przemiany, analogicznego do indywiduacji. Reakcje i substancje chemiczne odpowiadają nieświadomym treściom i zachodzącym w psychice procesom.

## Inne znaczenia
W analizie językowej indywiduacja stanowi przeciwieństwo abstrakcji.